# Pháo đài Anh hùng
Pháo đài Anh hùng (tiếng Nga: Крепость-герой, Krepost'-geroy) là một danh hiệu vinh dự được đoàn Chủ tịch Xô viết Tối cao Liên bang Xô viết trao tặng cho Pháo đài Brest đã có những hành động tập thể xuất sắc thể hiện tinh thần yêu nước trong Chiến tranh vệ quốc vĩ đại (Thế chiến thứ hai) từ 1941 đến 1945. Đây là danh hiệu tập thể cho các thành phố, pháo đài tương đương với danh hiệu trao cho các cá nhân, danh hiệu Anh hùng Liên bang Xô viết.

## Lịch sử
Cụm từ "pháo đài anh hùng" được nói đến lần đầu trong các bài báo của tờ Pravda (Sự thật) vào đầu năm 1942. Nó được nhắc đến chính thức lần đầu tiên vào ngày 1 tháng 5 năm 1945, khi Iosif Vissarionovich Stalin ra sắc lệnh của Tư lệnh tối cao quyết định bắn đại bác chào mừng các "thành phố anh hùng" là Leningrad, Stalingrad, Sevastopol và Odessa.
Ngày 22 tháng 6 năm 1961 nhân dịp kỉ niệm lần thứ 20 ngày bắt đầu Chiến tranh vệ quốc vĩ đại, Chủ tịch đoàn Xô viết tối cao đã ra sắc lệnh tặng thưởng cho thành phố Kiev danh hiệu Thành phố Anh hùng. Danh hiệu này trở thành một danh hiệu vinh dự chính thức vào lễ kỉ niệm lần thứ 20 chiến thắng của Chiến tranh giữ nước vĩ đại, ngày 8 tháng 5 năm 1965, và nó được trao cho các thành phố Leningrad, Volgograd (tên cũ là Stalingrad), Kiev, Sevastopol và Odessa. Sau đó, Moskva cũng được trao tặng danh hiệu này và pháo đài Brest cũng được phong Pháo đài anh hùng.
Các thành phố được phong Anh hùng tiếp theo là:
- 14 tháng 9 năm 1973: Kerch và Novorossiysk
- 26 tháng 6 năm 1974: Minsk
- 7 tháng 12 năm 1976: Tula
- 6 tháng 5 năm 1985: Murmansk và Smolensk

Từ năm 1988 việc trao danh hiệu này được chính thức chấm dứt.

### Pháo đài Anh hùng Brest

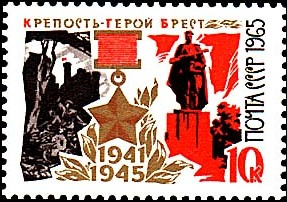
Tem kỉ niệm Pháo đài Brest
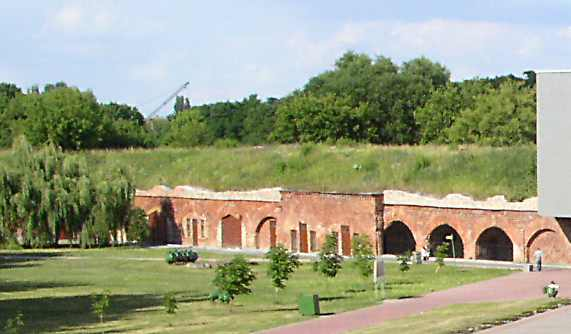
Một đoạn lũy ngoài của pháo đài Brest với các hầm xây cuốn
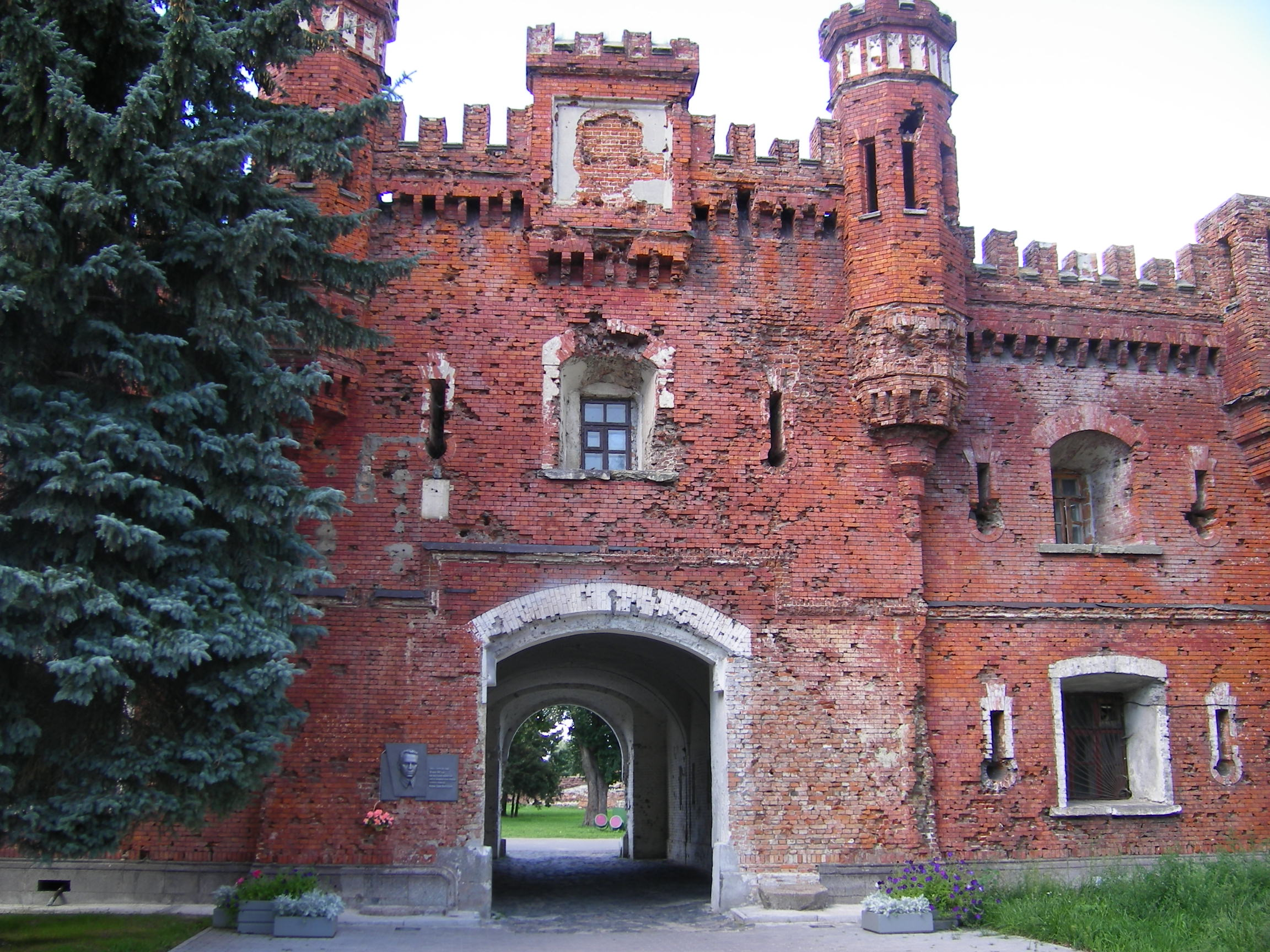
Pháo đài Brest
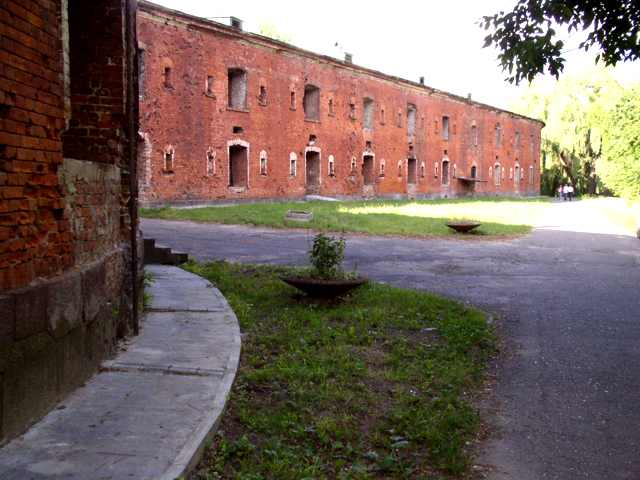
Một đoạn của doanh trại vòng Citadel với dự bán tháp bên trái
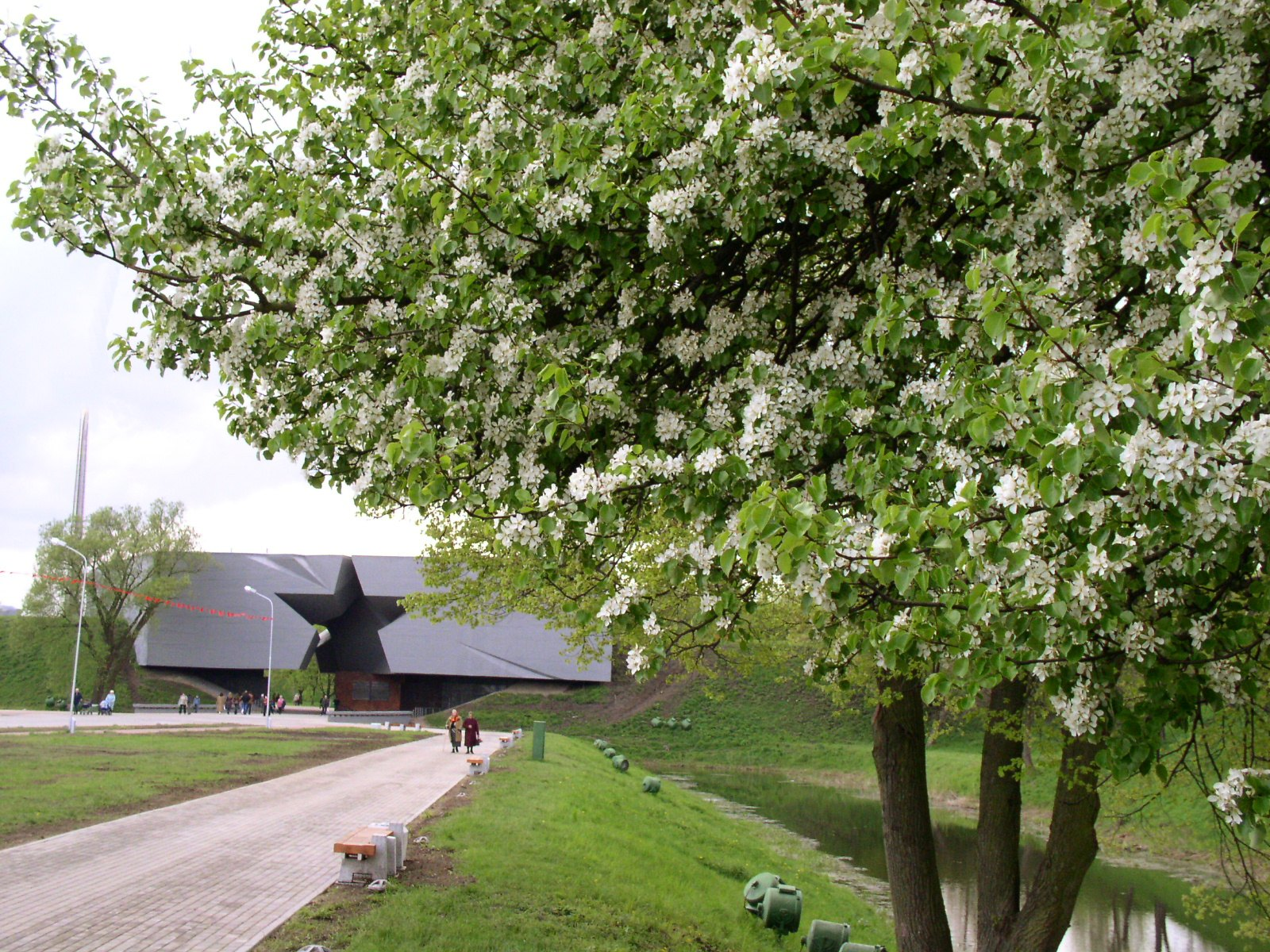
Lối vào chính cho Tưởng niệm Chiến tranh

Pháo đài Brest (Belarus) nằm ngay tại biên giới được thiết lập sau Hiệp ước Xô-Đức. Đêm ngày 22 tháng 6 năm 1941, pháo đài trở thành địa điểm đầu tiên của Liên Xô bị quân đội Đức Quốc xã tấn công và nơi đây trở thành chiến trường giữa lính biên phòng Xô viết và quân đội Đức Quốc xã của Tập đoàn quân Trung tâm. Pháo binh Đức nã dữ dội vào pháo đài tuy nhiên những cố gắng nhanh chóng chiếm lấy cứ điểm này của quân Đức đã thất bại và họ phải thực hiện vây hãm lực lượng Hồng quân bên trong Brest và tiếp tục chọc sâu vào lãnh thổ Liên Xô từ hướng khác. Tại đây, khoảng 4000 Hồng quân đã kháng cự quyết liệt các đợt tấn công của quân đội Đức Quốc xã thường đông hơn họ tới 10 lần. Những người còn lại trong pháo đài bị cắt đứt liên lạc với thế giới bên ngoài, hết lương thực, nước uống, vũ khí, tuy vậy họ vẫn chiến đấu đến người cuối cùng. Quân Đức đã dùng đủ mọi biện pháp từ xe tăng, hơi ngạt, súng phun lửa nhưng cũng không bẻ gãy được sự chống cự của quân đội Xô viết. Đức Quốc xã chỉ hoàn toàn làm chủ được pháo đài vào cuối tháng 7 (hơn 1 tháng sau ngày tấn công) sau khi đã san phẳng gần như toàn bộ hệ thống công sự và thiệt hại nặng nề sau những trận chiến trong các hầm ngầm, khi đó pháo đài đã ở sâu hơn 100 km trong hậu phương quân Đức. Ngay cả khi pháo đài đã bị hạ, những người lính Hồng quân còn sống sót trong căn cứ vẫn tiếp tục chống trả lại quân Đức trong vài tháng sau đó. Tiểu thuyết Tên anh không có trong danh sách của nhà văn Boris Vasiliev đã dựa trên những sự kiện này để viết thành câu chuyện về người lính cuối cùng chiến đấu trên pháo đài.
Pháo đài Brest được tặng thưởng danh hiệu Anh hùng vào năm 1965.